# Weberbauera trichocarpa
Weberbauera trichocarpa là một loài thực vật có hoa trong họ Cải. Loài này được (Muschl.) J.F. Macbr. miêu tả khoa học đầu tiên năm 1934.